# Coupe de Pologne de football 2020-2021
 (décembre 2023).
Si vous disposez d'ouvrages ou d'articles de référence ou si vous connaissez des sites web de qualité traitant du thème abordé ici, merci de compléter l'article en donnant les références utiles à sa vérifiabilité et en les liant à la section « Notes et références ».
Navigation
Coupe de Pologne 2019-2020 Coupe de Pologne 2021-2022
La Coupe de Pologne de football 2020-2021 (Puchar Polski w piłce nożnej 2020-2021 en polonais, ou Fortuna Puchar Polski 2020-2021 pour des raisons de parrainage) est la 67e édition de la Coupe de Pologne, qui oppose chaque année les clubs des trois premières divisions de Pologne ainsi que les seize vainqueurs des coupes régionales. La compétition commence le 8 août 2020 et se termine le 2 mai 2021.
Le vainqueur de l'épreuve se qualifie pour le deuxième tour de qualification de la Ligue Europa Conférence 2021-2022.
Le Raków Częstochowa remporte la finale contre le club de deuxième division de l'Arka Gdynia sur le score de 2 buts à 1.

## Compétition

### Seizièmes de finale
Les matchs ont lieu du 30 octobre 2020 au 2 décembre. Le tirage au sort a lieu le 27 septembre, au siège de la fédération. 
| Club recevant                | Score              | Club visiteur         |
| ---------------------------- | ------------------ | --------------------- |
| Garbarnia Cracovie           | 1 - 3              | Chojniczanka Chojnice |
| KSZO Ostrowiec Świętokrzyski | 2 - 3              | Górnik Zabrze         |
| Bruk-Bet Termalica Nieciecza | 0 - 2              | Raków Częstochowa     |
| Sokół Ostróda                | 1 - 3              | Warta Poznań          |
| Unia Janikowo                | 0 - 2              | ŁKS Łódź              |
| MKP Pogoń Siedlce            | 0 - 1              | Radomiak Radom        |
| Znicz Pruszków               | 2 - 3              | Lech Poznań           |
| Ślęza Wrocław                | 0 - 2              | Górnik Łęczna         |
| MKS GKS Jastrzębie           | 0 - 2              | Puszcza Niepołomice   |
| Arka Gdynia                  | 2 - 0              | Korona Kielce         |
| Świt Skolwin                 | 0 - 1              | KS Cracovie           |
| Olimpia Grudziądz            | 0 - 1              | Lechia Gdańsk         |
| Wisła Płock                  | 1 - 1 3-4 t. a. b. | Pogoń Szczecin        |
| Widzew Łódź                  | 0 - 1              | Legia Varsovie        |
| Podbeskidzie Bielsko-Biała   | 2 - 4              | Zagłębie Lubin        |
| Stal Mielec                  | 1 - 1 3-4 t. a. b. | Piast Gliwice         |

### Huitièmes de finale
Les matchs ont lieu du 9 au 16 février 2021. Le tirage au sort a lieu le 8 décembre 2020, au siège de la fédération.
| Club recevant       | Score              | Club visiteur         |
| ------------------- | ------------------ | --------------------- |
| Puszcza Niepołomice | 3 - 1              | Lechia Gdańsk         |
| Warta Poznań        | 0 - 1              | KS Cracovie           |
| ŁKS Łódź            | 2 - 3              | Legia Varsovie        |
| Pogoń Szczecin      | 1 - 2              | Piast Gliwice         |
| Raków Częstochowa   | 4 - 2              | Górnik Zabrze         |
| Zagłębie Lubin      | 0 - 0 5-6 t. a. b. | Chojniczanka Chojnice |
| Radomiak Radom      | 1 - 1 3-4 t. a. b. | Lech Poznań           |
| Arka Gdynia         | 2 - 1              | Górnik Łęczna         |

### Quarts de finale
Les quarts de finale se déroulent le 2 et 3 mars 2021.
| Club recevant              | Score | Club visiteur          |
| -------------------------- | ----- | ---------------------- |
| Puszcza Niepołomice (D2)   | 2 - 5 | Arka Gdynia (D2)       |
| Legia Varsovie (D1)        | 1 - 2 | Piast Gliwice (D1)     |
| Chojniczanka Chojnice (D3) | 0 - 3 | KS Cracovie (D1)       |
| Lech Poznań (D1)           | 0 - 2 | Raków Częstochowa (D1) |

### Demi-finales
| 7 avril 2021 | Arka Gdynia (D2)  | 0 – 0           | Piast Gliwice (D1) | Stade municipal de Gdynia, Gdynia                                               |                                                                                 |
| 17h30 (CEST) |                   | (0–0, 0–0, 0–0) |                    | Spectateurs : 0 Diffuseur : Polsat Sport Arbitrage : Bartosz Frankowski (Toruń) | Spectateurs : 0 Diffuseur : Polsat Sport Arbitrage : Bartosz Frankowski (Toruń) |
| 17h30 (CEST) | Rapport           |                 |                    | Spectateurs : 0 Diffuseur : Polsat Sport Arbitrage : Bartosz Frankowski (Toruń) | Spectateurs : 0 Diffuseur : Polsat Sport Arbitrage : Bartosz Frankowski (Toruń) |
| 17h30 (CEST) | Tirs au but 4 – 3 |                 |                    | Spectateurs : 0 Diffuseur : Polsat Sport Arbitrage : Bartosz Frankowski (Toruń) | Spectateurs : 0 Diffuseur : Polsat Sport Arbitrage : Bartosz Frankowski (Toruń) |

| 14 avril 2021 | KS Cracovie (D1) | 1 – 2   | Raków Częstochowa (D1)          | Stade Józef-Piłsudski, Cracovie                                                  |                                                                                  |
| 17h30 (CEST)  | M. Rodin 87e     | (0 – 1) | J. Arak 27e · V. Gutkovskis 89e | Spectateurs : 0 Diffuseur : Polsat Sport Arbitrage : Paweł Raczkowski (Varsovie) | Spectateurs : 0 Diffuseur : Polsat Sport Arbitrage : Paweł Raczkowski (Varsovie) |
| 17h30 (CEST)  | Rapport          |         |                                 | Spectateurs : 0 Diffuseur : Polsat Sport Arbitrage : Paweł Raczkowski (Varsovie) | Spectateurs : 0 Diffuseur : Polsat Sport Arbitrage : Paweł Raczkowski (Varsovie) |

### Finale
| Finał Pucharu Polski    | Raków Częstochowa (D1)        | 2 – 1   | Arka Gdynia (D2)                       | Arena Lublin, Lublin                                                            |                                                                                 |
| 2 mai 2021 16h00 (CEST) | I. Lopez 81e · D. Tijanic 89e | (0 – 0) | 57e M. Zebrowski                       | Spectateurs : 0 Diffuseur : Polsat, Polsat Sport Arbitrage : Paweł Gil (Lublin) | Spectateurs : 0 Diffuseur : Polsat, Polsat Sport Arbitrage : Paweł Gil (Lublin) |
| 2 mai 2021 16h00 (CEST) |                               | Rapport | 22e A. Kasperkiewicz · 79e M. Vinícius | Spectateurs : 0 Diffuseur : Polsat, Polsat Sport Arbitrage : Paweł Gil (Lublin) | Spectateurs : 0 Diffuseur : Polsat, Polsat Sport Arbitrage : Paweł Gil (Lublin) |